# Francisco Rodrigues
Francisco Rodrigues, detto Rodrigues o Rodrigues Tatu (San Paolo, 27 giugno 1925 – San Paolo, 30 ottobre 1988), è stato un calciatore brasiliano, di ruolo attaccante.

## Caratteristiche tecniche
Giocava come attaccante, più precisamente come ala sinistra.

## Carriera

### Club
Iniziò nell'Ypiranga di San Paolo, passando al Fluminense nel 1945; vi rimase dunque fino al 1950, diventando protagonista della vittoria del campionato Carioca del 1946 grazie alle sue ventotto reti. Nel 1950 si trasferì al Palmeiras, squadra con cui ebbe il maggior successo, dato che vinse svariati titoli, tra cui la Copa Rio, trofeo internazionale, antenato della Coppa Intercontinentale; nella doppia finale contro la Juventus, squadra italiana, marcò due gol, uno nella gara d'andata e uno in quella di ritorno.
Nel 1955 fu il Botafogo ad acquistarlo, ed ebbe l'opportunità di giocare con Nílton Santos ed altri campioni dell'epoca. Tornò in seguito al Palmeiras, poi alla Juventus-SP, e al Paulista, nel 1958. Nel 1959 giocò l'ultima stagione in Brasile prima di trasferirsi in Argentina, al Rosario Central, con il quale si ritirò nel 1961.

### Nazionale
Ha giocato diciotto partite con il Brasile, venendo convocato per i mondiali di Brasile 1950 e Svizzera 1954; vinse il Campionato Panamericano nel 1952.

## Palmarès

### Club

#### Competizioni statali
- Campionato Carioca: 1

Fluminense: 1946
- Campionato paulista: 1

Palmeiras: 1950

#### Competizioni nazionali
- Torneo Rio-San Paolo: 1

Palmeiras: 1951

#### Competizioni internazionali
- Copa Rio: 1

Palmeiras: 1951

### Nazionale
- Coppa Oswaldo Cruz: 1

1950
- Campionato Panamericano: 1

1952
- Coppa Bernardo O'Higgins: 1

1955

### Individuale
- Capocannoniere del Campionato Carioca: 1

1946 (28 gol)